# Friedrich Held (Malakologe)
Friedrich Held (* 21. Juli 1812 in Landshut; † 25. Januar 1872 in München) war ein deutscher Malakologe.
Held war schon als Jugendlicher an Naturgeschichte interessiert – sein Vater A. Held war Kustos am königlich  bayerischen Naturalienkabinett und Mitglied der Bayerischen Akademie der Wissenschaften. Held studierte nach dem Gymnasialabschluss 1832 am (heutigen) Wilhelmsgymnasium München zunächst Medizin an der Universität München, was er mit der Promotion abschloss. Als an der königlichen Kreis-Gewerbeschule in München eine Professur für Naturgeschichte ausgeschrieben wurde, bewarb er sich erfolgreich in einem Wettbewerb und konnte die Stelle 1845 antreten.
Er veröffentlichte vor allem über bayerische Mollusken (die er vor allem in den bayerischen Alpen erforschte) in der Zeitschrift Isis. Von ihm stammen eine Anzahl Erstbeschreibungen und Untersuchungen zur Systematik der Genera Helix, Pupa und Bulimus.
Nach ihm ist die Friedrich Held Gesellschaft zur Förderung der wissenschaftlichen Weichtierkunde benannt.

## Schriften
- Beitrag zur Geschichte der Weichtiere. In: Isis. 1834.
- Aufzählung der in Bayern lebenden Mollusken. In: Isis. 1836 (4), S. 271–282.
- Notizen über die Weichthiere Bayerns. In: Isis. 1837 (4), S. 303–309, und 1837 (12), S. 902–919.
- Die Wasser- und Landmollusken Bayerns. In: Jahresberichte der Gewerbeschule zu München. 1846/47, 1847/48.